# Consistoire Metz
Das Consistoire Metz (Consistoire Israélite de la Moselle; CIM), mit Sitz in der französischen Stadt Metz, ist eine Körperschaft des öffentlichen Rechts (établissement public du culte), die als staatlich anerkannte Dachorganisation der jüdischen Gemeinden im Département Moselle fungiert. Das Consistoire israélite wurde wie das Consistoire central israélite und weitere zwölf regionale Konsistorien von Napoleon durch ein kaiserliches Dekret vom 15. März 1808 geschaffen. Die angeschlossenen jüdischen Gemeinden hatten im Jahr 1808 insgesamt 1517 Mitglieder. Seit 1871 untersteht das Konsistorium Metz nicht mehr dem Consistoire central.

## Aufgaben
Die Konsistorien, die einen halbstaatlichen Status erhielten, sollten nach protestantischem Vorbild die inneren Angelegenheiten der jüdischen Glaubensgemeinschaft regeln. In der dreigliedrigen hierarchischen Struktur stand oben das Consistoire central israélite (Zentrales Konsistorium) in Paris, dem die regionalen Konsistorien (Consistoires régionaux) unterstanden, und diesen waren die einzelnen jüdischen Gemeinden (communautés juives) untergeordnet. Die Konsistorien hatten die Aufgabe, die Religionsausübung innerhalb der staatlichen Gesetze zu überwachen und die Steuern festzulegen und einzuziehen, damit die Organe der jüdischen Konfession ihre Ausgaben bestreiten konnten.
Im Jahr 1829 wurde in Metz vom Consistoire central ein zentrales Rabbinerseminar (Séminaire Israélite) eröffnet, das 1859 nach Paris verlegt wurde.

## Mitglieder
Jedes regionale Konsistorium besaß einen Großrabbiner und vier Laienmitglieder, die von den jüdischen Notabeln der angeschlossenen Gemeinden gewählt wurden.

## Zuständigkeit
Nach dem Annuaire israélite für 1855/56 war das Konsistorium von Metz für die Départements Ardennes und Moselle zuständig. Die angeschlossenen jüdischen Gemeinden hatten im Jahr 1855 insgesamt 9000 Mitglieder. Nach 1871 war das Consistoire Metz nur noch für den nach der deutschen Annexion gebildeten Bezirk Lothringen zuständig (s. nächstes Kapitel).

## 1871 bis 1918
Nach dem Deutsch-Französischen Krieg von 1870/71 und der Annexion von Elsass-Lothringen durch das Deutsche Reich wurden die nun auf deutschem Gebiet liegenden regionalen Konsistorien, Colmar, Straßburg und Metz beibehalten. Sie unterstanden nicht mehr dem Consistoire central in Paris, sondern regelten nach bisheriger Gewohnheit und vom Reichsland Elsass-Lothringen überwacht ihre Angelegenheiten. Wie auch Vertreter der ihrer zentralen Leitung ebenfalls verlustig gegangenen reformierten Konsistorialbezirke, mühten sich Vertreter der israelitischen Konsistorien in Elsass-Lothringen darum, eine neue zentrale Leitung für ganz Elsass-Lothringen zu bilden. Im Jahr 1872 lehnte Oberpräsident Eduard von Moeller beide Ansinnen ab, da er vor der Etablierung elsass-lothringischer legislativer Organe so wenig wie möglich die bestehende Rechtslage verändern wollte. Zu einem Dachverband kam es zwar nicht, aber die drei israelitischen Konsistorien galten als anerkannte Religionsgemeinschaft. Gemäß der neuen Verfassung Elsass-Lothringens von 1911 entsandten sie einen Vertreter als Mitglied der ersten Kammer des Landtags Elsass-Lothringens. Bis 1915 saß Adolf Ury, 1890/91 bis 1899 Oberrabbiner am Metzer Konsistorium, für die israelitischen Konsistorien im Landtag, danach bis 1919 Nathan Netter.

## Nach 1918
Als 1919 Elsaß-Lothringen wieder an Frankreich kam, hatten dort bereits seit 1905 im Rahmen der Trennung von Kirche und Staat die Konsistorien ihren öffentlich-rechtlichen Status verloren. Seither bestehen diese israelitischen Konsistorien als rein privatrechtliche Organe der einzelnen jüdischen Gemeinden. 
Bei der Überführung der Rechtsverhältnisse der drei Départements (Bas-Rhin, Haut-Rhin und Moselle), die das Gebiet des ehemaligen Elsass-Lothringens bilden, verfuhr die französische Republik nach dem Grundsatz, dass alle deutschen Regelungen als regionale Besonderheiten fortbestehen, die als vorteilhafter angesehen wurden, als die entsprechende Regeln im übrigen Frankreich. So blieben in den drei Départements unter anderem die Bismarcksche Sozialversicherung – im restlichen Frankreich entstand erst später etwas Vergleichbares – sowie die bestehenden Verbindungen zwischen Staat und Religion erhalten, so z. B. auch der 26. Dezember und Karfreitag als gesetzliche Feiertage. Die vom übrigen Frankreich abweichenden Rechtsverhältnisse gelten als Droit local en Alsace et en Moselle. 
Daher erheben die Religionsgemeinschaften in den drei Départements (neben den jüdischen auch die katholischen, lutherischen und reformierten Gemeinden) auch weiterhin die Gemeinde- bzw. Kirchensteuer, die von den staatlichen Finanzämtern im Direktabzug mit der Einkommensteuer eingezogen wird. Zudem haben die drei israelitischen Konsistorien im Elsass (Bas-Rhin, Haut-Rhin) und in Lothringen (Moselle) weiterhin den Status von Körperschaften des öffentlichen Rechts und werden daher – im Unterschied zu den rein privatrechtlichen Konsistorien im übrigen Frankreich – als consistoires concordataires bezeichnet, da ihr Status – in Analogie zum Konkordat von 1801 mit dem Heiligen Stuhl – zwischen der Republik und der jüdischen Religionsgemeinschaft im Elsass und in Lothringen geregelt ist, wie bis 1905 auch im übrigen Frankreich. 
Bis heute bewirkt die strenge Trennung zwischen Staat und Religion im übrigen Frankreich, dass die drei konkordatären israelitischen Konsistorien nicht dem seit 1905 privatrechtlichen geregelten Consistoire central unterstehen dürfen. Jede direkte Finanzierung religiöser Gemeinschaften aus staatlich erhobener Gemeindesteuer ist im übrigen Frankreich illegal. Daher können die konkordatären Konsistorien nicht zur Finanzierung der privatrechtlichen jüdischen Dachorganisation im übrigen Frankreich beitragen und sind folglich auch nur assoziiert und in Fachfragen beratend beteiligt. Die drei arbeiten aber zusammen und beschließen und finanzieren alles für ihre Konsistorialbezirke eigenständig.

## Gemeinden
Die angeschlossenen jüdischen Gemeinden und ihre Mitgliederzahl im Jahr 1855 (wohl Annäherungswerte und keine exakten Angaben laut Annuaire).
- Jüdische Gemeinde Metz, 3.470 Personen
- Jüdische Gemeinde Augny, 52 Personen
- Jüdische Gemeinde Bionville-sur-Nied, 295 Personen
- Jüdische Gemeinde Bliesbruck, 145 Personen
- Jüdische Gemeinde Boulay-Moselle, 350 Personen
- Jüdische Gemeinde Bouzonville, 195 Personen
- Jüdische Gemeinde Buding, 120 Personen
- Jüdische Gemeinde Courcelles-Chaussy, 95 Personen
- Jüdische Gemeinde Créhange, 160 Personen
- Jüdische Gemeinde Ennery, 215 Personen
- Jüdische Gemeinde Erstroff, 125 Personen
- Jüdische Gemeinde Forbach, 290 Personen
- Jüdische Gemeinde Frauenberg, 200 Personen
- Jüdische Gemeinde Grossbliederstroff, 240 Personen
- Jüdische Gemeinde Hellering, 120 Personen
- Jüdische Gemeinde Hellimer, 305 Personen
- Jüdische Gemeinde Koenigsmaker, 96 Personen
- Jüdische Gemeinde Les Étangs, 60 Personen
- Jüdische Gemeinde Louvigny, 175 Personen
- Jüdische Gemeinde Luttange, 90 Personen
- Jüdische Gemeinde Metzervisse, 152 Personen
- Jüdische Gemeinde Montigny, 85 Personen
- Jüdische Gemeinde Morhange, 58 Personen
- Jüdische Gemeinde Moutenach, 86 Personen
- Jüdische Gemeinde Nelling, 50 Personen
- Jüdische Gemeinde Niedervisse, 93 Personen
- Jüdische Gemeinde Pont-Pierre, 86 Personen
- Jüdische Gemeinde Puttelange, 330 Personen
- Jüdische Gemeinde Saint-Avold, 180 Personen
- Jüdische Gemeinde Sarreguemines, 370 Personen
- Jüdische Gemeinde Sedan, 90 Personen (ab 1872 beim Consistoire Lille)
- Jüdische Gemeinde Sierck, 160 Personen
- Jüdische Gemeinde Thionville, 270 Personen
- Jüdische Gemeinde Tragny, 145 Personen
- Jüdische Gemeinde Ukange, 140 Personen
- Jüdische Gemeinde Vantoux, 210 Personen
- Jüdische Gemeinde Waldvisse, 100 Personen